# Spilogale gracilis
Spilogale gracilis é uma doninha malhada que se encontra no sul da British Columbia, oeste dos Estados Unidos da América e norte do México. É menor do que o cangambá. O seu comprimento é normalmente de 35–55 cm. O seu habitat é florestas mistas, áreas descobertas, e zonas rurais. Quando encontram predadores, os ameaçam levantando as patas traseiras e a cauda para o ar.